# 逃げ出せなかった君へ
『逃げ出せなかった君へ』（にげだせなかったきみへ）は、安藤祐介による日本の小説。ブラック企業でのパワハラを原因に亡くなった社員と関わりをもった人物たちの生き方を描く6つのエピソードからなる群像劇。2019年3月30日にKADOKAWAより刊行された。文庫版がリリースされた際に『六畳間のピアノマン』（ろくじょうまのピアノマン）に改題されている。
NHK総合「土曜ドラマ」枠において『六畳間のピアノマン』のタイトルでテレビドラマ化され、2021年2月に放送された。

## 書誌情報
- 逃げ出せなかった君へ（2019年3月30日、KADOKAWA、ISBN 978-4-04-107945-4）
- 六畳間のピアノマン（2021年1月22日、角川文庫、ISBN 978-4-04-111131-4）

## テレビドラマ
NHK総合「土曜ドラマ」枠で『六畳間のピアノマン』のタイトルで2021年2月6日から2月27日まで放送された。NHK大阪放送局制作。全4回。主演は加藤シゲアキ、段田安則、原田泰造、南沙良（※各話オムニバス）。
収録は2020年11月中旬から関西域内で行われた。

### 概要
原作となる『逃げ出せなかった君へ』はパワハラが原因で自殺する夏野誠に関わりを持つ人物（誠の同期の村沢と大友、定年退職を迎えた誠の父、居酒屋の元店長、交通事故の現場に臨場した警察官、女子高生の6名）に関する6つのエピソードから構成されているが、ドラマでは舞台を東京から大阪に変更し、誠の同期・村沢、誠の父・泰造、誠にパワハラを働いていた元上司・上河内、女子高生・美咲の4名をメインに据えた4つのエピソードに再構築され物語が展開する。

### キャスト
主要人物
村沢憲治
演 - 加藤シゲアキ
誠の元同僚。ブラック企業を退職後、現在は求人広告会社「スマイル求人社」の派遣社員として働いている。その派遣先で新人社員の永津が課長の仁堂からパワハラされる様子を目の当たりにし、8年前に誠を助けることが出来なかった記憶が蘇り自責の念に苛まれる。また、永津がブラック企業に勤務していた頃の自分自身の姿に重なり、彼を何とか助けようと商談のアポイントを手助けしたが、仁堂からのパワハラが止まらなかったことから労基署への告発を決意する。
誠や自身のブラック企業での経験から人との関わりを最小限にするため1年おきに派遣先を変えていたが、一方で社会保険労務士の資格を取得しており、今後は永津のようなパワハラに苦しんでいる社員たちを助けようと考えている。
誠の『六畳間のピアノマン』のアカウントを引き継ぎ、動画に送られてきたメッセージに返信をしており、誠の動画に励まされている女子高生の美咲へも返信していた。ある日彼女が世の中の大人たちに対し幻滅する気持ちや、そんな大人たちの世界から救い出してもらいたい気持ちを綴ったメッセージを受け取った。誠実に応えようと考えた村沢は、本当のピアノマンである誠は8年前に亡くなっており、自分は彼の代わりに返信をしていた別人であったと謝罪を返信するとともに、辛いことがあっても一緒に頑張って生きていこうと訴える。
夏野泰造
演 - 段田安則
誠の父。妻に先立たれ父子家庭で誠を育て上げたが、交通事故で失ってしまう。誠の死から8年後、ひっそりと勤務する「明阪建設」の定年退職を迎えたある日、誠にパワハラを働いていた上河内が工事現場で働いているのを目撃し動揺する。誠は亡くなったのに我が子を死に追いやる原因を作った憎い上河内が笑顔で仕事をする理不尽さに耐えきれず彼に詰め寄るが逃げられてしまう。やり切れない思いから夜の地下道にたむろしていた不良少年たちに絡んだことで暴行を受けるが、通りかかった脇見に助け出される。
自分が誠に「優しい人になれ」と言ったばかりにパワハラから逃げ出さず亡くなってしまったのではないかと後悔していたが、誠が小学6年生の時に埋蔵したタイムカプセルを渡しに訪ねにきてくれた当時の同級生・仁科たちから誠の優しさ溢れるエピソードを披露され励ましを受け、教えてもらった誠が生前投稿した『ピアノマンの六畳間』の動画を視聴し、自分が誠にかけた言葉は間違っていなかったと自信を取り戻し、誠を亡くした後の8年、一生懸命に生きてこなかったことを悔い、若い世代のためにと同期で専務の砂岡からかけられていた嘱託勤務の話を受ける決心をする。
上河内秀人
演 - 原田泰造 
ブラック企業「ハッピーインベストメント」の課長。誠たちに過酷なノルマを課しパワハラを働いていた上司。大友がネットを使い朝礼でパワハラする様子を世間に告発したことでマスコミが事件として取り上げ、社内で問題となり退職する。
3年前、記憶を失い行き場をなくしていたところ、芳江が運営するこども食堂に辿り着き、彼女に住む場所や仕事を世話してもらう。以来、昼間は工事現場で働き、夜はこども食堂で夕食を摂る生活を続け、周囲からは「おっちゃん」と呼ばれ親しまれている。仕事の休憩中、彼を見かけた誠の父・泰造から「お前を殺す」と詰め寄られたことで記憶を失う前の自分が何者で、何を犯したのか恐ろしくなり探偵事務所に調査を依頼し、8年前、パワハラを働き世間から非難された非情な人間であったことを知る。そんな中、こども食堂で出会った少年・カズトが願い事を叶えるためにビートルを1日に3台目撃することに熱中していることを知り、溝口や芳江を伴い彼に付き合い、遂に3台のビートルが連なって走り去る姿を目撃する。自分が記憶を失う前は悪人であったことを反省し「いい人になりたい」という願いがあったため、3台のビートルを目撃したことが後押しとなり、探偵事務所に依頼していた身内の所在を調べる調査を、「自分を捜していない家族を捜し出すことよりも、まずは今この瞬間をちゃんと生きていこう」と決意したことから打ち切りを申し出た。
有村美咲
演 - 南沙良
女子高校生。地下アイドル「ミクリ」として活動をしているが、将来的には自身で手掛けた音源を発表しようと考えている。多忙な両親のもとで育ち、母親の愛情のなさやアイドル活動、作曲などで心が行き詰った時に誠の投稿した『ピアノマンの六畳間』の動画を視聴し癒されており、感謝の気持ちのメッセージを送信し、そのメッセージに返信が届き大喜びする。
ある日、マネージャーの吉田に半ば強要されたファンとのビデオチャットを終えた帰路、母親が見知らぬ男性と車に同乗する姿を目撃し浮気していることを知り、世の中の大人たちに幻滅する。そのため大人たちへの復讐心からビデオチャットのファンに接触を図り、デートに誘い金銭を貢がせたうえで痴漢扱いしたり、新品の下着を自分の使い古しの下着として売りつけ金を騙し取るなどする。しかし心は満たされず、『ピアノマンの六畳間』に救いを求めてメッセージを送信するが、ピアノマンの正体である誠は8年前に亡くなっていることを誠のアカウントを引き継いだ村沢から告白され絶望する。そんな中、自分が作った曲をギターの弾き語りで披露していた公園で顔見知りとなった大道芸人の大友が必死にもがきながらも精一杯パントマイムを披露する姿を自分自身に重ね合わせて励まされ、自分らしく音楽活動をすることを決意し、地下アイドルを辞めることをマネージャーの吉田に告げる。
夏野誠
演 - 古舘佑太郎（小学時代：南岐佐）
故人。8年前にブラック企業で上河内からパワハラを受けており、過酷なノルマを達成しようと連日早朝から深夜まで残業して不眠だったことが祟り、社用車に乗車中に交通事故に遭い亡くなってしまう。生前、『六畳間のピアノマン』のアカウントで動画サイトに投稿したビリー・ジョエルの楽曲「ピアノ・マン」を歌唱する動画が残された人たちの人生を交錯させ、彼らの心を励ます。
その他
大友啓介
演 - 三浦貴大
誠と憲治の元同僚。8年前、誠が上河内からの過酷なノルマとパワハラが原因で亡くなったのにもかかわらず、死後も上河内が誠を罵る発言をしたことに憤慨しブラック企業を辞め、ネット動画で上河内がパワハラを働いていた際の音声を拡散し、それがマスコミに取り上げられパワハラ問題が世間の知るところとなった。現在は大道芸人「Big Friend」として公園でパントマイムを披露しており、同じ公園で自分の作曲した曲をギターで弾き語りしていた美咲と顔見知りとなる。通りすがりの人たちからパフォーマンスを見向きもされず、もがき苦しみながらも一生懸命にパントマイムをしていたが、その姿が大人たちに幻滅して同じくもがき苦しんでいた美咲の一助となり、彼女が地下アイドルを辞めて自分らしい音楽活動をする決心の後押しをする。
村野芳江
演 - 麻生祐未
こども食堂を切り盛りする女性。困っている人を見かけると手を差し伸べ助けようとする性分で、8年前に誠から夜分にウォーターサーバーの訪問販売を受けた際には、過酷な営業ノルマを察し気の毒になり、契約した上で「辞めた方がいい」と助言し、3年前にはこども食堂に現れた記憶を失った上河内を見かねて住む場所や仕事を世話し、以後も彼の面倒を見ている。
こども食堂に通うカズトが 「1日に3台のビートルを目撃すると願い事が叶う」と信じており、彼が熱中するビートル探しに付き合う上河内と溝口に対し、カズトの願いが父との再会と思っていたことから「目的を達成しても父と再会出来るか分からず、かえって傷つけることにならないか」と懸念するが、最終的にビートル探しに付き合う。遂に3台のビートルが連なって走り去る姿を目撃するが、カズトの叶えたい願いが大好きな子供向け番組「ナナレンジャー」の自転車を手に入れることであったことが判明し、カズトの夢を壊さないため彼の母親が買ってくれたことにしてその自転車をプレゼントする。
溝口真治
演 - 上地雄輔
8年前、誠たち同期3人が思い立って深夜に業務を抜け出し、生ビールを飲んだ居酒屋でバイトリーダーをしていた男性。大学を卒業後、定職に就かず目的もなく居酒屋のアルバイトで適当な仕事をしており、誠たちにビールを注いだジョッキごと冷やした気の抜けた生ビールを提供する。しかし、そのビールを誠たちが「人生で一番美味しい一杯のビール」と大喜びしながら飲み干し、死ぬ気になって仕事に取り組んでいることを語りあう姿を目撃し罪悪感に襲われ、今まで一生懸命に仕事をしてこなかった自分を情けなく思い反省し、生き方を変えようと決意する。
現在は芳江のこども食堂をボランティアで手伝いながら、仲間たちと居酒屋を開業しようと準備していたが、カズトたちと3台のビートルを目撃してから、銀行のローン審査が通り出店する場所が決まる。後に、開業した居酒屋「わっかない」に泰造が来店し、心を込めて丁寧に注いだ生ビールを提供し、「なんちゅううまいビールなんや、これ」と絶賛される。また後日、自分が生まれ変わることを決意した切っ掛けとなる客であった村沢や大友とも店で再会を果たしている。
脇見敏弘
演 - 細田善彦
交通課の警察官。8年前、誠が交通事故に遭った現場に臨場している。
運転免許更新センターで講師をしていた際、安全講習を受け8年前の誠の交通事故を思い出し気分が悪くなった村沢を心配して声をかけ、偶然通りかかった夜の地下道で不良少年たちから暴行をうけていた泰造を救い出し、コンビニでユウトとカズトの幼い兄弟が菓子パンを万引きしているのを目撃すると兄のユウトを咎めパンの代金を立て替え、両親の住所を尋ねるが応えてくれないため芳江のこども食堂に送り届け、楽器演奏が禁止されている区域でギターの弾き語りをしていた美咲を注意し、楽器演奏可能な大友がパントマイムのパフォーマンスをしていた公園を紹介するなど、作中の人物と関りを持つ。
「強い人になれ」と事ある毎に言葉をかけていた警察官の父を殉職で失っている。
ゲスト
第1回
永津
演 - 森永悠希
「スマイル求人社」の新人社員。課長の仁堂からパワハラを受けそれが常態化しており、洗脳状態で指導と受け取ってパワハラされていると理解できなくなっていたが、村沢から「君の居場所はここだけではない」と必死に説得されたことでそのことを理解し、後日「スマイル求人社」を退職する。
仁堂
演 - 黒田有（メッセンジャー）
「スマイル求人社」の課長。新人社員の永津に育成するための指導という名目でパワハラを働き、部下たちに定時退勤でタイムカードを記録させた後、長時間残業を強要していた。村沢からそれらの証拠を労基署に提出すると言われ逆上し、村沢ともみ合い転倒させたことで村沢が警察に暴行されていると通報すると、その場から逃げ出した。
第2回
仁科都
演 - 福田麻由子（小学時代：忽那凛音）
誠の小学・中学時代の同級生。小学6年生の時に埋蔵したタイムカプセルを渡すために当時の級友・池上、皆川を伴い泰造のもとを訪れる。そこで小学・中学時代の誠の優しさ溢れるエピソードを泰造に披露し、彼の慰めとなる。中学時代に誠と交際していた。
池上健太
演 - 永沼伊久也
誠の小学校以来の友人。 小学生の頃、猛と喧嘩になり彼から殴られるが、殴り返さなかったことを誠から褒められる。
皆川猛
演 - 竹下健人
誠の小学校以来の友人。 小学生の頃、健太と喧嘩になり彼を殴るが、直ぐに謝ったことを誠から褒められる。
砂岡
演 - 中村育二
「明阪建設」専務。泰造の同期。
頼れる同期の泰造が会社に残ることを望んで定年後の嘱託勤務を勧めるが断られてしまう。しかし後日、若い世代の誠の同級生から励まされ、誠が亡くなった後の8年を一生懸命生きてこなかったことを悔いた泰造から、若い世代の助けになるためにと嘱託勤務を引き受けたいと申し出を受ける。
ワッカナイ
演 - MAX（第3話・第4話）
居酒屋「わっかない」の黒人スタッフ。昼間から呼び込みをしており、泰造を居酒屋に案内する。
第3回
カズト
演 - 又野暁仁（4話）
芳江が営むこども食堂に通う父親のいない少年。ビートルを1日に3台見ると願い事が叶うと信じ、日々ビートル探しに熱中している。願い事を誰にも教えなかったことから、ビートル探しに協力する上河内と溝口は、兄・ユウトの発言から「居なくなった父親と会うこと」が願いと察する。芳江もビートル探しに付き合い、遂に3台のビートルが連なり走り去っていく姿を目撃するが、彼の願いが大好きな子供向け番組「ナナレンジャー」の自転車を手に入れることと判明し、彼の夢を壊さないためカズトの母親が買ってくれたことにして芳江から自転車をプレゼントされる。
ユウト
演 - 田中嵩也（4話）
カズトの兄。母子家庭で母が夜の仕事で家を空けがちなため食べるものに事欠き、カズトとコンビニで菓子パンを万引きするが、居合わせた脇見に見つかり咎められる。脇見に代金を立て替えてもらい両親の住所を尋ねられるが答えなかったので、芳江のこども食堂に連れていかれる。カズトがビートル探しに熱中しているのは父親との再会を願っているためと思い込んでいた。
矢野
演 - 坂田聡
「矢野探偵事務所」の探偵。記憶を失った上河内から「自分が誰であるか調べてほしい」と依頼を受け、8年前のパワハラ事件の加害者であったことを調べ上げ上河内に報告する。また、存命でないか、探す気がないので身内から捜索届が出ていないために上河内の身内の所在が調べ切れていないことも併せて報告し、引き続き身内についても調査するよう上河内から依頼される。後に「自分を捜していない身内を捜し出すことよりも、まずは今この瞬間をちゃんと生きていこう」と決意したと上河内から申し出を受け調査を打ち切る。
第4回
吉田
演 - 木下ほうか
美咲の地下アイドル活動のマネージャー。自分の作った曲を音源にして発表したい美咲の気持ちを言葉巧みに利用し音源を発表させることを匂わせ、運営の収益を上げるため高額な有料サービスであるファンとのビデオチャットに担ぎ出すなど過剰なファンサービスを美咲に要求する。後日大人たちへの復讐のためビデオチャットのファンから金を騙し取っていたことが発覚した美咲を注意するが、一方で地下アイドルから抜けられると運営としては困るので、金に困っていると思い小遣い稼ぎに未成年の美咲にアルコールが提供されるファンとの飲食の場への出席を斡旋して懐柔するが、自分らしく音楽活動していくことを美咲が決意したため、地下アイドルを辞めると告げられる。
有村佐和子
演 - 永津真奈
美咲の母。夫とともに仕事が多忙で家に不在がちなため、美咲に物を買い与えてはいるが食事を共にしないなどスキンシップが不足しており、美咲からは母親としての愛情を感じてもらえていない。さらに浮気相手と車に同乗する場面を美咲に目撃されており、彼女の心を傷つけている。

### スタッフ
- 原作 - 安藤祐介『逃げ出せなかった君へ』
- 脚本 - 足立紳
- 音楽 - 伊賀拓郎
- 制作統括 - 内田ゆき（NHK）
- 演出 - 野田雄介、泉並敬眞

### 放送日程
| 放送回 | 放送日  | サブタイトル       | 演出     |
| ------ | ------- | ------------------ | -------- |
| 第1回  | 2月06日 | 自分を救う勇気     | 野田雄介 |
| 第2回  | 2月13日 | 優しい息子         | 泉並敬眞 |
| 第3回  | 2月20日 | いい人になりたい   | 野田雄介 |
| 第4回  | 2月27日 | 歌声は響きつづけて | 泉並敬眞 |

### ロケ地
- 大阪城公園・森ノ宮駅
- 南海なんば第1ビル（南海電気鉄道本社ビル）
- 毛馬桜之宮公園（川崎橋南詰）
- 讀賣テレビ放送2代目社屋